# Daniel Roth
Daniel Roth (* 31. října 1942 Mylhúzy) je francouzský varhaník, skladatel a pedagog.
Na konzervatoři v Paříži získal pět prvních cen: v harmonii (Maurice Duruflé), kontrapunktu a fuze, klavíru, hře na varhany a improvizaci (Rolande Falcinelli). Poté se zabýval studiem staré hudby u M. C. Alainové. V roce 1985 byl ustanoven titulárním varhaníkem kostela St. Sulpice. V roce 2008 vystoupil na Mezinárodním varhanním festivalu v Praze.